# Cephalaria cilicica
Cephalaria cilicica là một loài thực vật có hoa trong họ Kim ngân. Loài này được Boiss. & Kotschy mô tả khoa học đầu tiên năm 1856.